# Seeberger (Unternehmen)
Die Seeberger GmbH ist ein deutsches Familienunternehmen, das Nüsse, Trockenfrüchte und Kaffee importiert und vertreibt. Der Unternehmenssitz befindet sich in Ulm.

## Geschichte
Der Kaufmann Christoph Seeberger eröffnete im Jahr 1844 einen Kolonialwarenladen in der Ulmer Pfluggasse und begann mit dem Import von Gewürzen, Kaffee und Tee. Sein Sohn Friedrich vergrößerte das Geschäft mit der Eröffnung einer Kaffeegroßrösterei am Ulmer Marktplatz 1882, welcher sich zu der Zeit vom Genuss- zum Volksgetränk entwickelte. 1902 zog das expandierende Unternehmen in das größere Anwesen von Friedrich Seebergers Schwiegervater in der Ulmer Kronengasse. 1924 übernahm Friedrich Seeberger jun. das Unternehmen.
Nach dem Ersten Weltkrieg brach der Kaffeemarkt weitgehend zusammen und Seeberger konnte nur mit dem Verkauf von Lebensmitteln wie Linsen und Hirschhornsalz den Bankrott der Firma verhindern. Da zum Zeitpunkt von Friedrich Seebergers Tod seine Kinder noch minderjährig waren, trat 1949 der familienfremde Julius Rohm als Gesellschafter in die Seeberger KG ein; er war anfänglich mit der Konsolidierung des Unternehmens beschäftigt. Zu dieser Zeit beschäftigte das Unternehmen nur fünf Mitarbeiter. Als Importeur von Kaffee und Trockenfrüchten verlagerte Rohm ab 1952 das Unternehmen auf diese Bereiche. 1963 bezog Seeberger neue Gebäude in Neu-Ulm. Im Jahr 1975 trat der gleichnamige Sohn des Inhabers, Julius Rohm jun., in das Unternehmen ein.
Im März 1983 erfolgte der Umzug in das neu erbaute Betriebsgelände im Ulmer Industriegebiet Donautal. 1984 führte Rohm ein Mitarbeiterbeteiligungssystem durch Genussrechte am Unternehmen Seeberger ein, das bei langjährigen Mitarbeitern auch durch ein Mitarbeiterguthaben zur Aufstockung der späteren Rente ergänzt wird. 1996 wurde Ralph Beranek in die Geschäftsleitung berufen. 2001 trat Clemens Keller, der Neffe von Julius Rohm, in das Unternehmen ein und wurde 2003 persönlich haftender Gesellschafter. 2012 zog sich Julius Rohm jun. aus der Geschäftsleitung zurück; zugleich wurde die Rechtsform des Unternehmens von einer KG in eine GmbH umgewandelt. Im Jahr 2013 hatte das Unternehmen einen Umsatz von 183 Millionen Euro.
In den 2010er Jahren verstärkte Seeberger zunehmend das Exportgeschäft. Aufgrund des erhöhten Transportaufkommens wurde 2013 ein vollautomatisches Rohwarenlager am Standort Ulm in Betrieb genommen sowie neue Büro- und Laborräume. 2014 lieferte Seeberger in über 65 Länder, was einem Exportanteil von 20 Prozent entsprach, und eröffnete Büros in Frankreich und China.
2018 wurde mit dem Bau eines neuen Multifunktionsgebäudes begonnen und 2021 die Seeberger Genusswelt inklusive eigenem Ladengeschäft, Café, Schulungszentrum und Veranstaltungsräumlichkeiten eröffnet. 2023 investierte das Unternehmen in den Bau einer neuen Nuss-Rösterei.

## Unternehmensstruktur
Im Jahr 2021 erwirtschaftete Seeberger einen Umsatz von 293,2 Millionen Euro und beschäftigte 850 Mitarbeiter.
Das Unternehmen exportiert in über 60 Länder. Zu den wichtigsten Exportmärkten gehören dabei Frankreich, Österreich und die Schweiz.

## Produkte
Seeberger importiert, verarbeitet und vertreibt getrocknete Früchte, Nüsse und Kaffee und ist im Bereich Nüsse und Trockenfrüchte in Europa Marktführer. Das Unternehmen agiert in drei Geschäftsbereichen:
Im Bereich Handel vertreibt das Unternehmen 120 verschiedene Produktvarianten an Trockenfrüchten und Nüssen. Die Rohstoffe stammen aus über 60 verschiedenen Ländern. Die Früchte werden dabei bereits in den Ländern, in denen sie geerntet werden, gewaschen, geschält, geschnitten und getrocknet, bevor sie nach Ulm zur Weiterverarbeitung geliefert werden.
Kaffee und Tee vertreibt das Unternehmen als „Seeberger Professional“ an Gastronomie- und Firmenkunden. Dabei werden neben Kaffee- und Snackautomaten auch Dienstleistungen wie bargeldlose Zahlungssysteme angeboten. Das Kaffeesortiment wird in sechs Labels unterteilt: Black Label, Gold Label, Silver Label, Green Label, Giulio Caffè und Orang Utan Kaffee. Der Kaffee wird in der eigenen Anlage geröstet. Seit 2017 bietet Seeberger zusätzlich Teesorten der Marke Samova an, außerdem sind Schokoladengetränke Teil des Angebots.
Der Bereich Genusswelt umfasst ein Café, ein Ladengeschäft für Endverbraucher sowie Veranstaltungen und Kurse.

## Nachhaltigkeit
Seeberger arbeitet laut eigenen Angaben mit vielen Lieferanten seit Jahrzehnten zusammen, wodurch Lieferketten transparent gehalten und die Produktionsbedingungen vor Ort, besonders in Hinblick auf Umwelt und Sozialstandards, kontrolliert werden können. Zugleich kann der Lebensunterhalt der Bauern gesichert werden, und durch regionale Projekte, wie Schulen und Kantinen, werden die Mitarbeiter in den Anbaugebieten unterstützt. Das Unternehmen prüft neue Produzenten über mehrere Erntezyklen auf Qualität und Anbaubedingungen.
Seit 2020 verwendet Seeberger recyclebare Folien als Verpackung für Trockenfrüchte und Nüsse. Zudem folgte Anfang 2022 der Umstieg auf recyclefähige und ohne Metallisierung auskommende Kaffeeverpackungen. Am Hauptsitz in Ulm wird der Strombedarf zum Teil durch eigene Photovoltaikanlagen gedeckt.

## Kritik
Im Juni 2010 wurde dem Deutschen Kaffeeverband Hamburg vom Bundeskartellamt vorgeworfen, mit einer Pressemitteilung im Februar 2005 ein Kartell von Kaffeeunternehmen gefördert zu haben, weswegen ein Bußgeld von bis zu 90.000 Euro verhängt wurde. Zu den beteiligten Kaffeeröstereien gehörten neben Seeberger die Unternehmen Kraft Foods Außer Haus Service, Bremen, Luigi Lavazza Deutschland, Frankfurt, Tchibo, Hamburg, Segafredo Zanetti Deutschland, München, Gebr. Westhoff, Bremen, Melitta System Service, Minden, und J. J. Darboven, Hamburg. Den letzteren beiden Unternehmen wurden die Geldbußen wegen ihrer Kooperation bei der Aufklärung der Vorwürfe reduziert.

## Auszeichnungen
- 2012, 2018–2022: Auszeichnung als „Marke des Jahrhunderts“ von Deutsche Standards und Die Zeit[13][29]
- 2013, 2014: Auszeichnung als „Top-Marke“ durch das Branchenmagazin Lebensmittel Zeitung im Bereich „Nüsse“[13]
- Seit 2014: Auszeichnung im Rahmen des Employer Branding Award der Hochschule Neu-Ulm[30][31]
- 2022: Auszeichnung als „Unternehmen des Jahres“ von Focus Money[32]
- 2022: Auszeichnung „Goldener Zuckerhut“ der Lebensmittel Zeitung[32]
- 2023: Ulmer Marketingpreis[33]